# Desa Driyorejo (administrativ by i Indonesien, lat -7,70, long 111,44)
Desa Driyorejo är en administrativ by i Indonesien.   Den ligger i provinsen Jawa Timur, i den västra delen av landet, 500 km öster om huvudstaden Jakarta.